# 펀 사이즈
《펀 사이즈》(영어: Fun Size) 혹은 《오싹한 파티》는 2012년 공개된 미국의 청춘 코미디 영화이다.

## 출연
- 빅토리아 저스티스
- 제인 리비
- 토머스 맨
- 토머스 미들디치
- 잭슨 니콜
- 오스릭 차우
- 첼시 핸들러
- 토머스 맥도널
- 리키 린드홈
- 조니 녹스빌
- 조시 펜스
- 아나 개스타이어
- 케리 케니실버
- 홈스 오즈번
- 조시 슈워츠

## 기타 제작진
- 배역: 얼리사 와이스버그
- 미술: 마크 화이트
- 세트: 제니퍼 루크하트
- 헤어: 리즈 듀체즈
- 의상: 에릭 데이먼